# CSX8888号暴走事故
CSX8888号暴走事故（CSX 8888 incident、別名 クレイジーエイツ事故）は、2001年5月15日にアメリカ合衆国オハイオ州で発生した列車暴走事故である。CSXトランスポーテーションの貨物列車（48両編成）が機関士不在のまま流転し、65マイル (104.61 km)あまりに渡って暴走したが、他の機関車を後部に連結して停車させた。
2010年の映画『アンストッパブル』のモデルとなった事故である。

## 事故の経緯

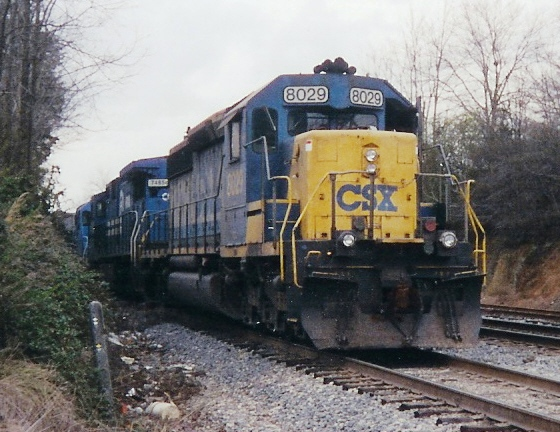
同型の機関車

### 事故発生
2001年5月15日、オハイオ州トレド郊外のワルブリッジにあるCSXの操車場・スタンリーヤードにて、勤続35年のエンジニアがSD40-2型電気式ディーゼル機関車（8888号）と47両の貨車を仕分線から出発線に入れ替える作業を行っていた。
エンジニアは列車を発車させた後、進行方向のポイントの向きが間違っていることに気づき、空気ブレーキを作動させたが、ポイントまでに止まり切れないと判断。ブレーキをかけたまま機関車がポイントに到達するまでに飛び降りて走り、ポイントを切り替えてまた運転席に戻ろうとした。この時の機関車の速度は8 mph (12.87 km/h)であった。エンジニアは更にブレーキをかけるため、空気ブレーキに加えてダイナミックブレーキを最大まで動作させてから機関車から飛び降りた。
SD40-2は電気式ディーゼル機関車であり、ダイナミックブレーキを使用することにより機関車は更に減速するはずだった。しかし、実際はパワーモードが力行からダイナミックブレーキに切り替わっておらず、コントロールレバーがフルスロットルになったことで機関車は無人のままフルパワーで加速し始めてしまった。エンジニアは慌てて機関車に飛び乗ろうとしたが、雨で手すりが濡れており、這い上がれずに転落した。
機関車に空気ブレーキはかかっていたが、入れ替え中のため貨車にブレーキホースが接続されておらず、機関車にしかブレーキがかかっていない状態だったため、加速する列車を止めることができなかった。また機関車には、一定時間操作を行わないと列車を緊急停止させる、日本におけるEB装置に相当するAlerterという装置が装備されていたが、空気ブレーキがかかった状態であったため動作しなかった。
12時35分、最高速度70 mph (112.65 km/h)・最高出力3000馬力の機関車が牽引し、その後方に総重量3000トンに達する貨物車47両が牽引された、合計48両が連なるCSX8888号貨物列車の暴走が始まった。

### 経過

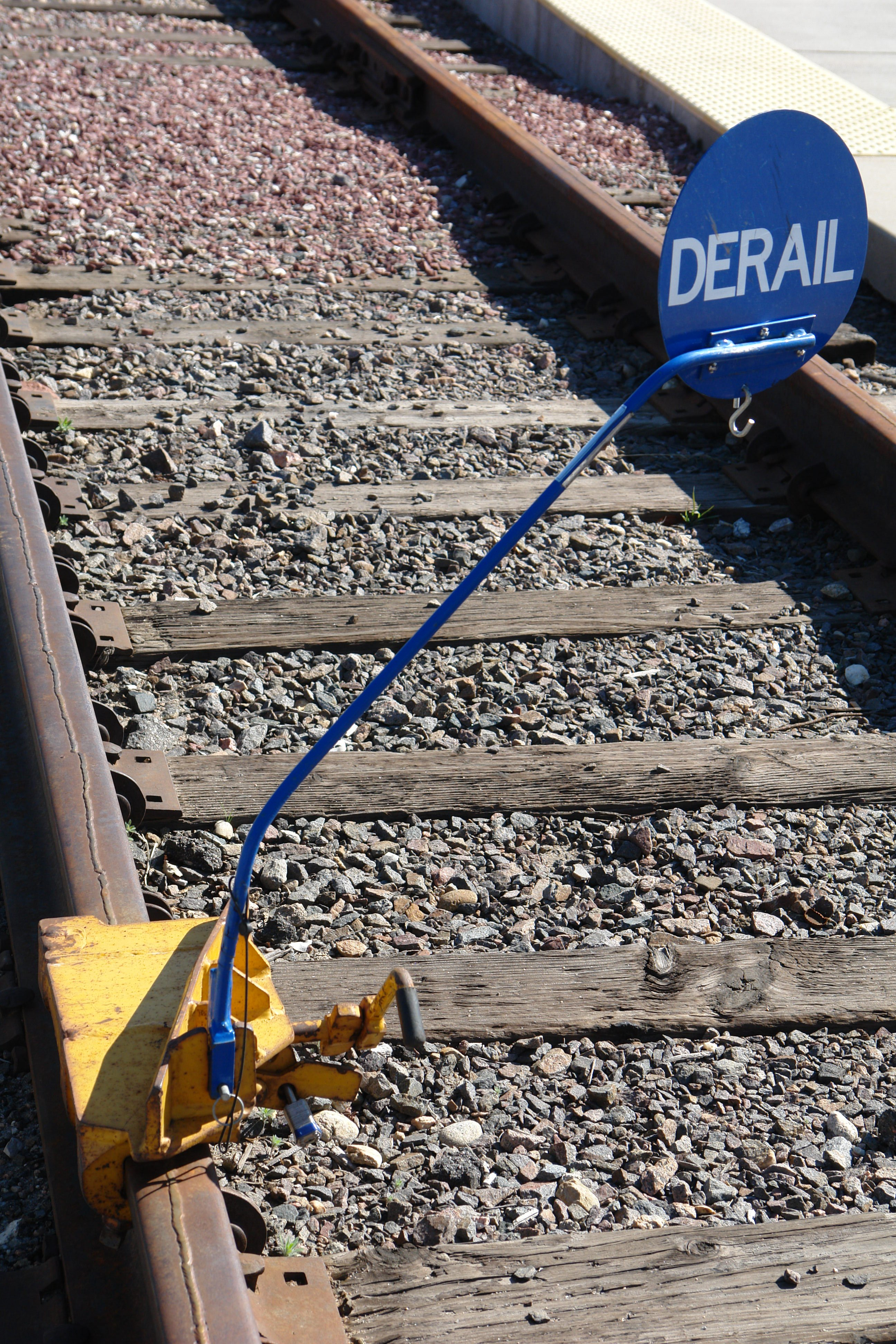
可搬式脱線器

12時38分、事態はオハイオ州州警察（以下 警察）に通報された。また、操車場スタンリーヤード管制室(以下 管制室)に、事故の連絡を受けたCSX社副社長が詰めかけ、事態収拾の指揮を執った。管制室から連絡を受けた勤続31年の機関士（当時52歳）は、4マイル (6.44 km)地点のダンブリッジの踏切へ先回りして先頭の機関車に乗り込もうとするが、速度が速く断念せざるを得なかった。管制室はこの時まで機関車がフルスロットルとなっている事実を知らず、10 km/h (6.21 mph)程度で徐行しているものと推測して乗り移ることが可能と考え、連絡したのだった。
機関士から連絡を受けて初めて、管制室は事態の深刻さに気付いた。貨車に積載されていたのは飼料や資材、そして2万リットルもの溶解状態のフェノールであり、加熱され気化し空気と混ざり合うと爆発性の混合ガスになる可能性があった。
スタンリーヤードから66マイル (106.22 km)離れたオハイオ州ケントンには下り勾配の急カーブがあり、安全に通過するには速度を40 km/h (24.85 mph)以下に落とす必要があった。さらに、その周辺には燃料倉庫やガスタンク、そして民家が密集していた。ケントンの急カーブに差し掛かる頃には、フルスロットルで加速した8888号は100 km/h (62.14 mph)を超え、急カーブで脱線することは確実であり、その前までに列車を停止させなければ人口1万5千人のケントンを巻き込む大惨事になるのはほぼ間違いなかった。
13時、ケントンの急カーブまで残り80キロメートル (49.71 mi)（時間にして残り約60分）の地点で、警察は機関車の緊急停止用非常スイッチ（タンクからの燃料供給を止め、列車を停止させるスイッチ。以下 非常停止スイッチ）を狙撃し列車を停止させることを管制室に提案。燃料タンクへの引火を管制室は懸念したが、最終的に了承した。
13時30分、フィンドレイの踏切で警官2名が、少しでも当たるようにと至近距離からショットガン（散弾銃）で狙撃したが、非常停止スイッチはわずか3cmの幅しかない小さなもので、さらに8888号の速度がこの時点で43 mph (69.20 km/h)という想定以上の速さだったため、失敗した。
13時35分、34マイル (54.72 km)地点のダンカークの待避線の切り替えポイントに先回りしていた機関士が、管制室の合意の下で予めポイントを切り替えることで、安全な場所で列車を脱線させ停止させようと試みる（周囲に人気が無いので、脱線・爆発しても被害が最小限に抑えられるため）。しかし、50 mph (80.47 km/h)というあまりの速度にポイントが跳ね返されてしまい、失敗した。
ケントンの急カーブまで残り30キロメートル (18.64 mi)（残り時間20分）となった所で、ケントンの町で避難誘導が始まった。メディアもヘリコプターを出し、列車を空撮して報道し始めた。

### 解決
14時05分、8888号と同じ本線を逆方向から進行中だった貨物列車(機関車は8888号と同型のSD40-2の8392号、勤続28年の機関士と長年コンビを組んでいる車掌が乗務中）に対し、「正面衝突を避けるため、待避線へ避難するように」との指示が管制室からなされた。
指示通り待避線に進入して間もなく、本線を8888号が通過し、8888号を追跡していた機関士が待避線へと駆けつける。そこで、8392号を貨車から切り離した上で本線をバックし、列車の最後尾に連結してブレーキをかけて止めるという作戦を提案、管制室も合意したため、最後の希望として8392号が8888号の追跡を行うことになった。待避線内では8392号は方向転換が出来ないため、後退運転で進行方向の状況が見えない機関士のために、車掌が機関車の後方（進行方向では前方）に無線機を持って立った。
100 km/h (62.14 mph)で後退しながら追跡を開始した8392号はケントンの急カーブまで残り時間7分の地点で追いついたが、スピードを緩めた場合引き離される恐れがあった。やむを得ず機関士は車掌にその旨を無線で伝えた後、そのままの速度で連結を試みた。列車の連結作業は通常時速10 km/h (6.21 mph)程の徐行運転で行うため、その10倍近い速度で行った場合、連結器が破損する可能性が高く、また車掌が衝撃で機関車から振り落とされる危険もあった。成功の可否が危ぶまれたが、8392号は無事連結に成功し、車掌も振り落とされることなく無事であった。
8392号の機関士はダイナミックブレーキを使用し、8888号は減速して行った。列車の速度が11 mph (17.70 km/h)まで落ちたところで、先回りしていた機関士が乗り移って8888号のスロットルを戻し、エンジンを停止。それに気づいた8392号の機関士がブレーキを使用し、14時30分、事故現場から66マイル (106.22 km)離れたオハイオ州ケントンで列車は完全に停止した。脱線が確実視されていたケントンの急カーブまで、残りわずか2キロメートル (1.24 mi)の地点であった。
最高速度110 km/h (68.35 mph)、走行距離延べ105.6キロメートル (65.62 mi)、走行時間約2時間の暴走だった。なお、8888号のブレーキシューは全て焼き切れていた。幸いにもこの事故による死者はなく、事故発生時に転落して軽傷を負ったエンジニア以外に負傷者はいなかった。

## 事故原因
直接の原因は、エンジニアがブレーキが動作したと思い込んでしまったことであるが、このほかに複数の規則違反もこの事故を誘発した。
- 操車場内にて、ただちに停止できない速度で走行していたこと
- 低速でダイナミックブレーキを扱ったこと。速度低下とともに発電量も低下して効きが悪くなるため、10 mph (16.09 km/h)以下の低速では通常使用しない。
- 運転担当者が動いている車両を離れたこと

上記以外にも、
- ダイナミックブレーキの操作性の問題。仕様上、スロットルと共用のレバーを使用し、どちらも同じ方向に回すことで出力が上がるようになっている。パワーモードの切り替えでスロットルと切り替えるが、切り替えに時間がかかる上に判別が難しい。
- ATSの不整備。アメリカは全体的にATSの整備がなされていない路線が多いという事情がある。
- 「Alerter」（EB装置）の仕様上の欠陥。何らかのブレーキが一定出力以上で作動していると暴走状態でも機能しない。

などヒューマンエラーを誘発しかねない仕様や、それをカバーする設備の不具合などが重なって生じた事故だった。

## エピソード
- 暴走列車の前方に別の機関車を配置し、意図的に衝突させることで停止させるという危険な案が停止作戦が全て失敗した際の最後の手段として発案され、実際に用意もされたが、その直前に列車の停止に成功したため実行されることはなかった。
- 8392号の機関士は、待避線からバックで暴走する8888号を追いかける前に、妻に電話をかけ、『愛しているよ』と告げ、妻の返事を待たずに電話を切った[1]。
- 8392号の車掌はバックで8888号を追いかける事を機関士から打ち明けられた時、危険な作戦のため「1人でやる」と言われるも、黙って機関車に乗り込み[2]、共に8888号を追跡した。
- 減速した8888号に飛び乗り暴走を止めた機関士は、元々ベトナム戦争から帰還したベトナム帰還兵で、男手一人で育てた娘は父が帰還兵である事でいじめに遭い、機関士とも距離を置いていたが、この事故がきっかけで親子間の溝が埋まった。事故後の機関士は昇進した後に定年を迎える事が出来た。
- この事故をモデルにしたのが、2010年の映画『アンストッパブル』である。公開の4年前に8392号の機関士の妻が癌で亡くなっており、監督のトニー・スコットの計らいで、同作のスタッフロール内に「この映画を今は亡き8392号の機関士の妻に捧げる」というテロップが入れられている。なお、『アンストッパブル』の主人公であるフランク・バーンズも4年前に妻を癌で亡くした設定になっている。

## 取り上げられた番組
- 特命リサーチ200X-II - 2003年6月15日放送回の「No.2217 時速110キロで脱線大爆発!」で20分近くにわたって、特集した[3]。
- 奇跡体験!アンビリバボー - 2007年2月1日放送回で、50分近くにわたって特集した。ロケは2006年12月に関東鉄道常総線の水海道車両基地で行われ[4]、追いかけたSD40-2型の役としてDD502形が用いられた。
- 世界一受けたい授業 - 2013年6月29日放送回で、8392号の機関士をスタジオに招いて30分にわたって特集した[5]。